# Championnat de France masculin de handball 1973-1974
Navigation
Nationale 1 1972-1973 Nationale 1 1974-1975
Le championnat de France de Nationale 1 masculin 1973-1974 est le plus haut niveau de handball en France. 
Le titre de champion de France est remporté par le Paris Université Club (PUC). C'est leur quatrième et dernier titre de champion de France.

## Première phase
- Qualifié pour les Demi-finales
- Barrages de relégation
- Relégation en Nationale 2

### Poule A
Le classement final de la Poule A est, :
|    | Équipe                        | Pts | J  | G  | N | P  | Bp  | Bc  | Diff |
| -- | ----------------------------- | --- | -- | -- | - | -- | --- | --- | ---- |
| 1  | Carabiniers de Billy-Montigny | 47  | 18 | 14 | 1 | 3  | 374 | 309 | 65   |
| 2  | ASPTT Metz                    | 45  | 18 | 13 | 1 | 4  | 398 | 275 | 123  |
| 3  | CSL Dijon                     | 45  | 18 | 13 | 1 | 4  | 353 | 312 | 41   |
| 4  | Stade Marseillais UC          | 40  | 18 | 10 | 2 | 6  | 334 | 299 | 35   |
| 5  | US Ivry                       | 35  | 18 | 8  | 1 | 9  | 345 | 355 | -10  |
| 6  | FC Sochaux                    | 34  | 18 | 7  | 2 | 9  | 324 | 329 | -5   |
| 7  | ES Colombes                   | 34  | 18 | 8  | 0 | 10 | 293 | 313 | -20  |
| 8  | US Altkirch                   | 32  | 18 | 7  | 0 | 11 | 351 | 389 | -38  |
| 9  | ASPTT Strasbourg (P)          | 26  | 18 | 3  | 2 | 13 | 322 | 375 | -53  |
| 10 | ACS Herserange (P)            | 22  | 18 | 1  | 2 | 15 | 255 | 393 | -138 |

### Poule B
Le classement final de la Poule B est, :
|    | Équipe                       | Pts | J  | G  | N | P  | Bp  | Bc  | Diff |
| -- | ---------------------------- | --- | -- | -- | - | -- | --- | --- | ---- |
| 1  | Stella Sports Saint-Maur (T) | 49  | 18 | 14 | 3 | 1  | 342 | 265 | 77   |
| 2  | Paris UC                     | 44  | 18 | 12 | 2 | 4  | 363 | 306 | 57   |
| 3  | USM Gagny (P)                | 40  | 18 | 10 | 2 | 6  | 354 | 347 | 7    |
| 4  | RP Strasbourg-Meinau         | 39  | 18 | 10 | 1 | 7  | 312 | 270 | 42   |
| 5  | FC Mulhouse                  | 38  | 18 | 10 | 1 | 6  | 329 | 335 | -6   |
| 6  | ASEA Toulouse                | 36  | 18 | 9  | 0 | 9  | 312 | 325 | -13  |
| 7  | APAS Paris                   | 33  | 18 | 6  | 3 | 9  | 353 | 352 | 1    |
| 8  | ESM Gonfreville l'Orcher     | 31  | 18 | 6  | 1 | 11 | 322 | 362 | -40  |
| 9  | Laetitia Nantes (P)          | 26  | 18 | 3  | 2 | 13 | 289 | 338 | -49  |
| 10 | Bordeaux EC                  | 23  | 18 | 2  | 1 | 15 | 261 | 337 | -76  |

## Phase finale
Les résultats de la phase finale sont :
|  | Demi-finales                  | Demi-finales                  | Demi-finales      | Demi-finales      |          |          | Finale                    | Finale | Finale | Finale |
|  |                               |                               |                   |                   |          |          |                           |        |        |        |
|  |                               |                               |                   |                   |          |          | Stade Pierre-de-Coubertin |        |        |        |
|  | Paris UC                      | Paris UC                      | 20                | 20                |          |          |                           |        |        |        |
|  | Paris UC                      | Paris UC                      | 20                | 20                |          |          |                           |        |        |        |
|  | Carabiniers de Billy-Montigny | Carabiniers de Billy-Montigny | 13                | 18                |          |          |                           |        |        |        |
|  | Carabiniers de Billy-Montigny | Carabiniers de Billy-Montigny | 13                | 18                | Paris UC | Paris UC | 14                        | 14     |        |        |
|  |                               |                               |                   |                   | Paris UC | Paris UC | 14                        | 14     |        |        |
|  |                               |                               | Stella Saint-Maur | Stella Saint-Maur | 13       | 13       |                           |        |        |        |
|  | Stella Saint-Maur             | Stella Saint-Maur             | Stella Saint-Maur | Stella Saint-Maur | 13       | 13       | 21                        | 17     |        |        |
|  | Stella Saint-Maur             | Stella Saint-Maur             |                   |                   |          |          |                           | 17     |        |        |
|  | ASPTT Metz                    | ASPTT Metz                    | 17                | 14                |          |          |                           |        |        |        |
|  | ASPTT Metz                    | ASPTT Metz                    | 17                | 14                |          |          |                           |        |        |        |

### Finale
Douze ans après avoir remporté le titre de champion de France de nationale 1, le Paris Université Club a renoué avec le succès en s'appropriant de haute lutte la couronne laissée vacante par le CSL Dijon. Les pucistes ont battu en finale Stella Sports Saint-Maur par 14 à 12 après avoir été mené à la mi-temps 6-8. Le P.U.C. a ainsi remporté son quatrième titre national (1956, 1959, 1962 et 1974). Depuis leur dernier-titre les étudiants parisiens avaient disputés en vain trois finales et leur victoire de Coubertin cette année récompense bien leur constance au plus haut niveau. 
Avant d'en arriver à cette finale contre Stella, le PUC avait terminé second de la poule B derrière la Stella, concédant 4 défaite dont deux contre la Stella. Les pucistes ont pris au bon moment leur revanche sur les Saint-Mauriens, ceux-là mêmes qui les avaient battus au cours de la finale 1972...
Les résultats détaillés de la finale sont
- À Paris, salle Pierre-de-Coubertin, Paris UC bat Stella Saint-Maur 14-12 (6-8)
  - Pour le PUC : Cottin (3 penalties), Taillefer (3 dont 2 py), Loyer (2), Orsini (2), Laurain (2), Druais (1), Terrier (1). Gardiens de but : Ortiz et Bonfils
  - Pour Stella : Legrand (4), Berger (4 dont 3 py), Caron (2), Virolle (1), Dolique (1). Gardiens de but : Vindigny et Thiebaut.
  - Arbitres : MM. Bouligaud et Dockviller.

### Barrages de relégation
Phase 1
Ils opposent les équipes classées 7e et 8e en poules. Les matchs allers sont disputés les 27 et 28 avril et les matchs retours les 4 et 5 mai 1974 :
| Équipe 1                 | Score   | Équipe 2    | Aller   | Retour  |
| ------------------------ | ------- | ----------- | ------- | ------- |
| US Altkirch              | 42 – 45 | APAS Paris  | 23 – 18 | 19 – 27 |
| ESM Gonfreville l'Orcher | 38 – 42 | ES Colombes | 18 – 16 | 20 – 26 |

Phase 2
Les deux vaincus de la phase 1, Altkirch et Gonfreville l'Orcher, doivent disputer de nouveaux barrages face à des clubs de Nationale 2. 
Les résultats ne sont pas connus, mais l'US Altkirch parviendra à se maintenir face à un adversaire indéterminé (ASU Lyon, AS Poissy ou CA Fontenay-sous-Bois) mais l'ESM Gonfreville l'Orcher sera battu par l'ES Besançon.

## Bilan
Le Paris Université Club (PUC) est champion de France et est ainsi qualifié pour la Coupe d'Europe des clubs champions.
Barragistes, l'APAS Paris, l'ES Colombes et l'US Altkirch sont maintenus tandis que l'ESM Gonfreville l'Orcher est relégué en Nationale 2 en compagnie de l'ASPTT Strasbourg, du Laetitia Nantes, de l'ACS Herserange et du Bordeaux EC.
En Nationale 2, l'USB Longwy (champion), l'EASMJC Cannes (finaliste), l'ASP Police Paris et le Toulouse UC (demi-finalistes) et l'ES Besançon (vainqueur en barrages) sont promus.